# Santa Rosa Regional Airport
Santa Rosa Regional Airport är en flygplats i Ecuador.   Den ligger i provinsen El Oro, i den sydvästra delen av landet, 400 km söder om huvudstaden Quito. Santa Rosa Regional Airport ligger 5 meter över havet.
Terrängen runt Santa Rosa Regional Airport är platt. Runt Santa Rosa Regional Airport är det ganska tätbefolkat, med 222 invånare per kvadratkilometer. Närmaste större samhälle är Santa Rosa, 5,6 km öster om Santa Rosa Regional Airport. Trakten runt Santa Rosa Regional Airport består huvudsakligen av våtmarker.